# Barend Willem Zijfers
Barend Willem (Bob) Zijfers (Amsterdam, 11 december 1895 – Driebergen, 11 juni 1975) was een Nederlandse nationaalsocialistische propagandist en boekhandelaar.

## Persoonlijk
Bob Zijfers werd geboren in een gezin van 3 kinderen, waar hij de middelste was. Zijn ouders hadden een winkel. Bob was aanvankelijk een succesvolle effectenhandelaar. In 1935 stapte hij uit de effectenhandel. Bob is in zijn leven altijd ongehuwd gebleven.

## NSB
Hij werd in 1933 lid van de Nationaal-Socialistische Beweging (NSB) van Anton Mussert. Naar eigen zeggen deed hij dat omdat hij wilde meewerken aan een "betere samenleving tusschen kapitalisme en de arbeiderspartij".
Op zaterdagmiddag 11 januari 1936 opende hij een sigarenzaak (het Nederlandsch Sigaren Bedrijf) annex boekhandel/muziekwinkel onder de naam 'De Driehoek' op nummer 7 in de Amsterdamse Kalverstraat. De naam verwees naar het logo van de NSB, dat de vorm van een driehoek had. In september van dat jaar opende hij een tweede zaak aan de Haagse Wagenstraat 47. In oktober 1937 opende hij zijn derde zaak aan de Kruiskade 5 te Rotterdam. Zijn Haagse zaak brandde in de avond van 14 mei 1940 af na een vuurgevecht waarbij Nederlandse militairen betrokken waren. Zijn Rotterdamse zaak bestond toen reeds niet meer; zij was in de middag van diezelfde dag verloren gegaan in het bombardement op Rotterdam. Op 19 november 1940 werd de Rotterdamse zaak feestelijk heropend. Een tijdlang dreef hij ook een filiaal in Haarlem.

## Propaganda
Zijfers volgde een uitgekiende marketingtactiek. Door de verkoop van sigaren en sigaretten moesten de winkels zowel renderen als publiek naar binnen trekken. Dit werd vervolgens geconfronteerd met een overdaad aan nationaalsocialistische propaganda. Zijn drie winkels leden zonder uitzondering de eerste jaren verlies, maar dat was voor Zijfers, gezien zijn financiële positie, geen probleem. Hij beschouwde dat als het brengen van een offer voor het hogere doel. In 1936 droeg Zijfers f 52.000 (omgerekend naar de waarde in 2005 is dit: € 445.000) bij, in 1937 f 56.000 (2005: € 453.000), in 1938 f 30.000 (2005: € 239.000 en in 1939 f 18.000 (2005: € 142.000). In 1943 behaalde hij een winst van f 20.000 (2005: € 109.000).
Naast boeken en brochures verkocht Zijfers in zijn winkels grammofoonplaten, die hij liet maken in de Berlijnse 'Kristall'-fabrieken. In 1938 riep hij daarvoor de Stichting De Driehoek in het leven, om via 'geschriften, grammofoonplaten en andere geoorloofde middelen, de nationaalsocialistische gedachte in Nederland te verbreiden'. Samen met zes andere NSB'ers, onder wie de NSB-zangpropagandist Melchert Schuurman, reisde Zijfers naar Berlijn om daar met medewerking van een stafmuziekkorps van de Wehrmacht bij de Kristall-fabrieken enkele grammofoonplaten op te nemen. In zijn winkels verkocht Zijfers niet slechts de muziek, ook leverde hij naar wens elk type koffergrammofoon bij.
Zijfers ontpopte zich zodoende als een geestdriftig en ijverig propagandist voor het nationaalsocialisme. 'Aan zijn zorgvuldige en trefzekere lectuurkeuze kon menig Rijksduitse boekhandelaar nog een voorbeeld nemen', loofde een rapporteur van de SD later. Even overwoog de SD nog Zijfers als informant te gebruiken, maar zij achtte hem ongeschikt vanwege zijn nerveuze aard, die hem vaak tot weinig steekhoudende uitspraken verleidde. De verhouding tussen Zijfers en Mussert is altijd gespannen geweest. Vanaf het begin in 1936 zinde het de NSB niet dat Zijfers in zijn winkels ruim baan gaf aan het Duitse antisemitisme. Zelf zou de NSB later ook antisemitisch gezind worden, maar dat zou de relatie met Zijfers niet meer verbeteren.
In 1940 veranderde hij de firmanaam in 'Het Bolwerk', nadat een boekhandel met dezelfde naam in 's-Graveland bij de rechter succesvol had geprotesteerd. In hetzelfde jaar breidde hij zijn winkel in Amsterdam uit. Op 25 november volgde de feestelijke heropening na nieuwbouw: Zijfers had het naastgelegen pand Kalverstraat 5 bij zijn winkel getrokken. De bewaard gebleven gastenlijst laat zien dat de SD'er Klaus Barbie aanwezig was.

## Het einde
Zijfers was medefinancier van de Nederlandse vertaling van Mein Kampf. In 1943 werd hij begunstigend lid van de Germaansche SS. Vaak reisde hij voor zijn zaken naar boekenstad Leipzig, maar tijdens een verblijf in februari 1944 werd hij door de SD gearresteerd op verdenking van homoseksualiteit. Twee maanden zat hij vast in een Duitse gevangenis. Na afloop bleek zijn geloof in het nationaalsocialisme onaangetast. Tot het einde toe bleef hij op zijn energieke wijze zijn 'bruine' boekwinkels leiden. Op 9 mei 1945 werd hij thuis gearresteerd. Na een veroordeling kwam hij op 23 september 1948 weer vrij. Zijn Amsterdamse winkel overleefde de oorlog niet. Bij de intocht van de geallieerde troepen in Amsterdam was de zaak geplunderd. Wat resteerde aan boeken en tijdschriften was op bevel van 16 juli 1945 van de Militaire Commandant van Amsterdam in beslag genomen en vernietigd. Zo werden 27.000 boeken verpulpt, waarvoor Zijfers uiteindelijk f 167,37 (2005: € 810,75) ontving.
 Portaal: Fascisme en nationaalsocialisme in Nederland · Fascisme · Nationaalsocialisme